# Basket Club Maritime Gravelines Dunkerque Grand Littoral
Basket Club Maritime Gravelines Dunkerque Grand Littoral, znany również pod nazwą BCM Gravelines Dunkerque lub prościej BCM, to francuski profesjonalny klub koszykówki założony w 1984 roku z siedzibą w Gravelines. Ma na swoim koncie zwycięstwo w Pucharze Francji, zdobyte w 2005 roku i kolejne podczas Pucharu Liderów LNB Pro A, zdobyte w 2011 roku. Ponadto zdobył pierwszy w historii Puchar Liderów w koszykówce 17 lutego 2013 r.
BCM Gravelines Dunkerque występuje obecnie w Betclic Élite, na najwyższym szczeblu francuskiej koszykówki. Od 2004 roku prezesem klubu jest Christian Devos. Klub podejmuje swoich przeciwników na obiekcie Sportica, który może pomieścić do 3 043 osób (miejsca siedzące).

## Historia

### Kontekst historyczny

#### Dynamiczny rozwój
W 1984 roku dzięki inicjatywie Alberta Denversa, burmistrza Gravelines i Yvesa Leprêtre’a burmistrza Grand-Fort-Philippe, którzy zasugerowali połączenie swoich dwóch klubów, powstał Basket Club Maritime de Gravelines.
Trzy lata później BCM zdobył swój pierwszy tytuł w historii, dominując w Nationale 2 (obecnie Pro B), ale pozostaje w tej lidze, ze względu na to, że żaden klub nie spadł w sezonie 1986/1987 Mistrzostw Francji. Pierwszego maja 1988 r. Gravelines awansował po raz pierwszy do Nationale 1 (obecnie Betclic Élite) po ostatnim meczu barażowym wygranym ze SLUC Nancy.
Klub regularnie występuje w pierwszej lidze. W 1990 roku BCM zakwalifikował się do Pucharu Europy. Gravelines przeszedł pierwszą rundę w Pucharze Koracia (odniósł zwycięstwo nad Nashua EBBC, 89-72 i 74-67), po czym przegrał z CB Estudiantes(66-77 i 68-78).
Powoli pnie się w górę tabeli, jednak od 1995 roku klub zmaga się z problemami finansowymi. Wraz z objęciem stanowiska prezesa przez Hervé Beddeleema w 2001 roku, Gravelines zwróciło się w stronę lokalnych władz i stało się trzecią największą potęgą finansową w lidze francuskiej zaraz za Pau-Orthez i Villeurbanne (jej budżet podwoił się w ciągu kilku lat). Coraz częściej pojawiają się też prywatni sponsorzy.
W 2002 roku klub przyjął nazwę Basket Club Maritime Gravelines Dunkerque Grand Littoral. Od 2004 roku dyrektorem wykonawczym klubu jest Hervé Beddeleem.

#### Mistrzowski tenor

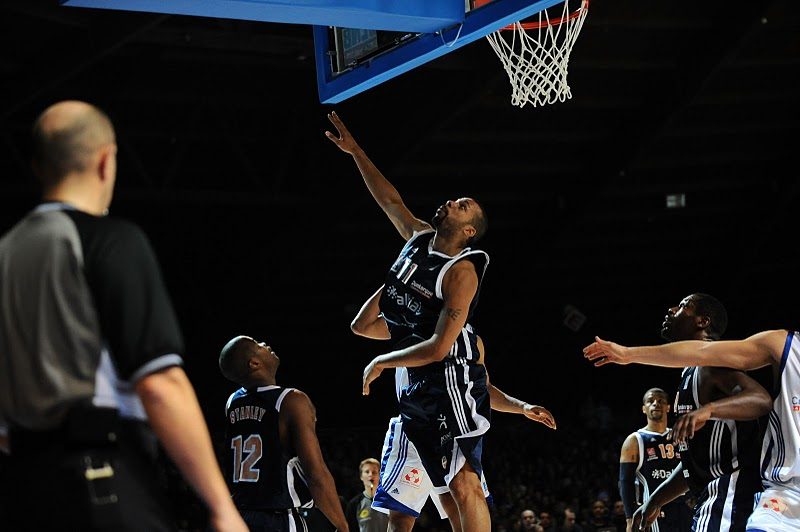
Cyril Akpomedah, kapitan BCM w latach 2009–2014.

Po porażkach w trzech finałach w ciągu dwóch lat (w Pucharze Francji w 2003 roku z drużyną Pau-Orthez, o tytuł mistrza Francji w następnym roku z tym samym zespołem oraz w Pucharze Liderów LNB Pro A w 2005 roku z SLUC Nancy) zawodnicy Gravelines zdobyli Puchar Francji w 2005 roku przeciwko Cholet, z wynikiem 91-79. Koszykarze BCM prowadzili wyrównaną walkę przez cały mecz, aby ostatecznie odrobić różnicę w ostatnich czterech minutach co spowodowało, że ich przeciwnicy ponieśli porażkę w stosunku 11-0.
Od tej pory Gravelines szybko stało się zespołem liczącym się w rozgrywkach pierwszej ligi i od sezonu 2005-2006 niemal zawsze plasującym się w czołówce tabeli.

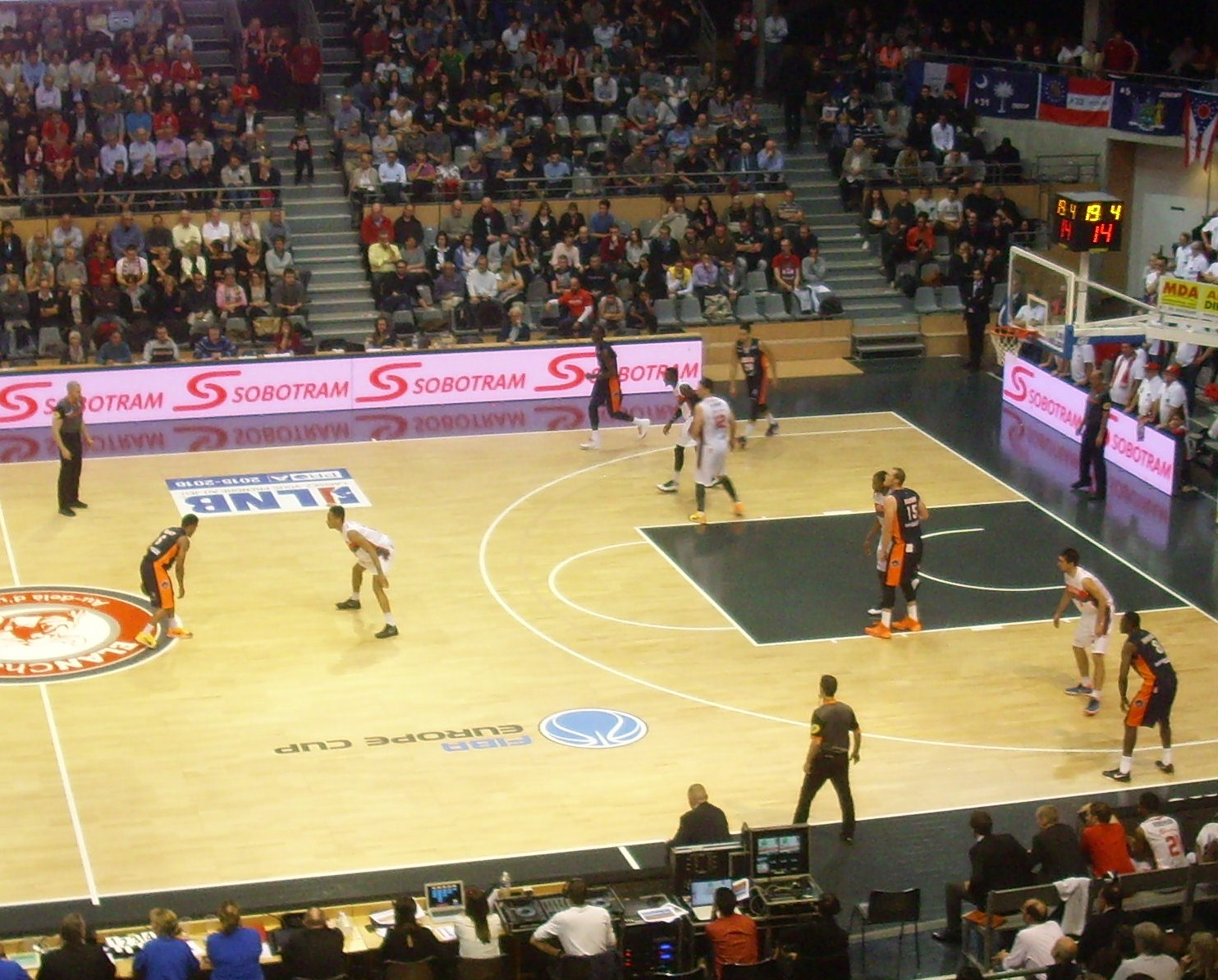
Gravelines w chwili ataku podczas meczu pomiędzy Élan Chalon i Gravelines w listopadzie 2015

#### Era Monschau, czyli utwierdzenie się w wielkości francuskiego klubu (2008-2017)
Na stanowisku trenera BCM w sezonie 2008-2009 został zatrudniony Christian Monschau, który miał się stać jedną z charakterystycznych postaci tego klubu.

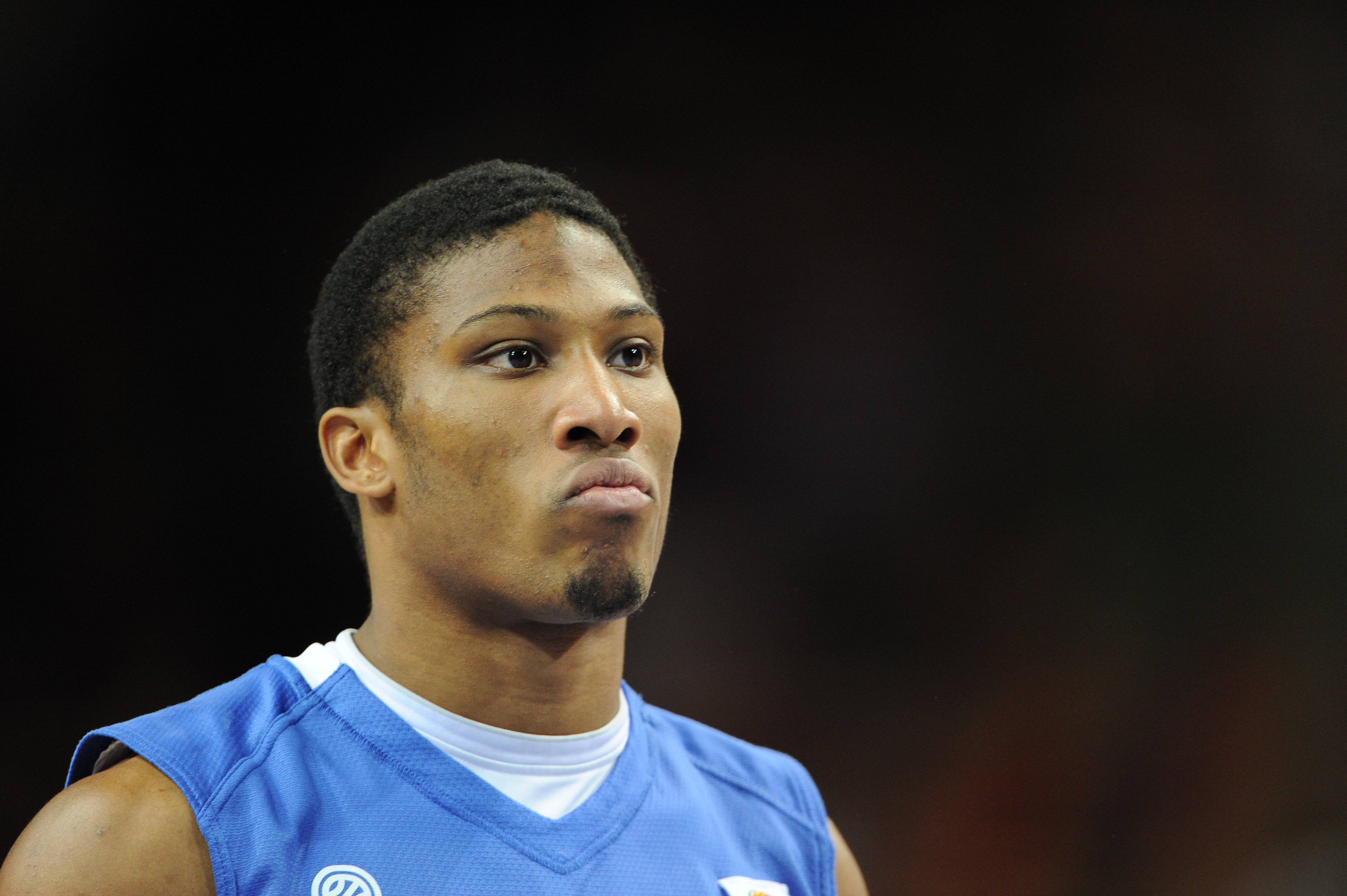
Andrew Albicy, MVP Meczu Gwiazd LNB 2015.

BCM odniósł zwycięstwo w Pucharze Liderów, w lutym 2011 roku, pokonując Chalon-sur-Saône głównie za sprawą swojego „MVP” Yannicka Bokolo. W następnym miesiącu klub dotarł do ćwierćfinału Pucharu Europy. W ramach EuroChallenge przegrał w pierwszym, zarówno jak i w drugim etapie tych rozgrywek z rosyjskim zespołem Lokomotiv Kuban.

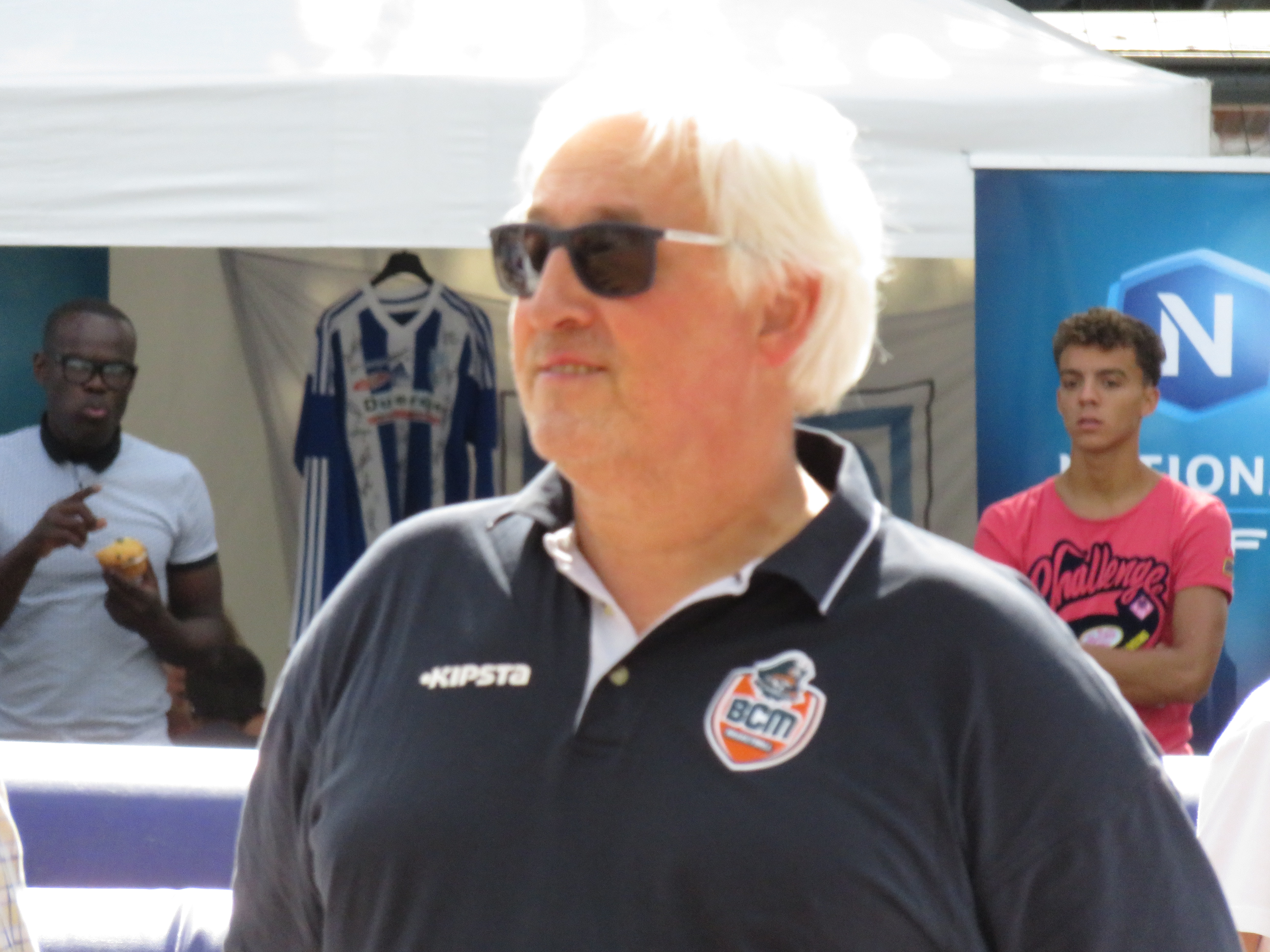
Christian Monschau w 2016 roku.

W czasie trwania rozgrywek o tytuł mistrza sezonu 2011-2012, BCM zakończył sezon zasadniczy na pierwszym miejscu z zaledwie trzema porażkami i zachowując przy tym miano niezwyciężonego na własnym terenie. Jednak klub doznał porażki w ćwierćfinale play-offów z Cholet. W następnej odsłonie klub z Gravelines-Dunkerque, nawet jeśli po ponad roku dominacji stracił swoją dotychczasową niezawodność w hali Sportica przeciwko Limoges CSP (55-67), ponownie zakończył sezon zasadniczy na szczycie, ale i tak nie zdołał przejść pierwszej rundy play-off, po wyeliminowaniu tym razem przez Nanterre. Klub może się jednak poszczycić zwycięstwem w pierwszej edycji Pucharu Liderów (dawniej znanego jako Puchar Liderów LNB Pro A) 17 lutego 2013 roku przeciwko drużynie ze Strasburga (77-69).
Kolejne dwa sezony okazały się skomplikowane dla BCM-u, który zakończył rozgrywki w dolnej połowie ligi i minimalnie zaprzepaścił szansę na znalezienie się w play-offach w 2015 roku.
Z kolei w sezonie 2016 BCM odzyskał formę, tocząc zaciętą walkę na szczycie tabeli. Ostatecznie BCM zakończył sezon zasadniczy na 9. miejscu uniemożliwiającym wzięcie udziału w play-offach. Z końcem tego sezonu Christian Monschau ogłosił zakończenie współpracy z klubem po 9 latach.

#### Niestabilność pracy szkoleniowców
W sezonie 2017-2018 trenerem BCM został Julien Mahé, były asystent Christiana Monschau. Klub podejmuje odpowiednie działania, szczególnie pozyskując MVP sezonu 2016-2017 D. J. Coopera (który rozegrał tylko 4 mecze przed odejściem do AS Monaco), czy Williama Buforda z Limoges, ale także zawodników z ogromnym potencjałem jak chociażby Benjamina Sene'a.
Po zwolnieniu Juliena Mahégo na rok przed końcem jego kontraktu, BCM na stanowisko szkoleniowca postanawia zatrudnić byłego mistrza Francji z 2018 roku, z Le Mans Sarthe Basket, Erica Bartecheky'ego.
17 lutego 2020 roku, po porażce (80-61) na wyjeździe w Opalico przeciwko Étoile sportive Saint-Michel Le Portel Côte d'Opale i co jest równoznaczne z 17. porażką w 23 meczach, Bartecheky został zwolniony. Jego miejsce zajął belgijski szkoleniowiec Serge Crevecoeur.
Z końcem lutego 2019 roku Serge Crevecoeur przejmuje obowiązki w zespole morskim. Bierze udział tylko w kilku spotkaniach po wybuchu pandemii koronawirusa. Umowa szkoleniowca została przedłużona także na sezon 2020-2021. Jednak na przestrzeni tego czasu zespół zalicza wpadkę, a Serge Crevecoeur jest zastąpiony przez JD Jacksona w maju 2021 roku.
JD Jackson ratuje klub przed spadkiem w ostatnim momencie trwającego sezonu. Klub podejmuje decyzję o przedłużeniu umowy z doświadczonym francusko-kanadyjskim trenerem do 2023 roku, ale Jackson zostaje zwolniony w listopadzie 2022 roku. W jego miejsce pojawia się Laurent Legname.

## Lista osiągnięć
| Rozgrywki krajowe | Rozgrywki międzynarodowe | Rozgrywki juniorów |
| - Mistrzostwo Francji: - Finalista (1): 2004 - Puchar Liderów LNB Pro A: - Zwycięzca (2): 2011, 2013 - Finalista (2): 2005, 2012 - Puchar Francji: - Zwycięzca (1): 2005 - Finalista (2): 2003, 2010 - Superpuchar Francji: - Zwycięzca (1): 2005 - LNB Pro B: - Zdobywca Pucharu (1): 1987 | - Puchar ULEB / EuroCup: - 1/8 finału / Top 16 (2): 2003, 2012 - Faza grupowa / Top 32 (3): 2004, 2005, 2014 - EuroChallenge: - Półfinalista (1): 2013 - Ćwierćfinalista (1): 2011 - Pierwsza runda / Faza regularna (3): 2006, 2007, 2010 - Puchar Koracia: - 1/8 finału (1): 1993 - 1/32 finału (1): 1991 | - Mistrzostwo Francji U23: - Mistrz (1): 2014 - Trofeum przyszłości: - Mistrz (4): 2003, 2012, 2014, 2015 - Trofeum Pucharu Francji seniorów: - Mistrz (2): 2013, 2014 |

## Barwy i logo
W 2004 roku BCM Gravelines Dunkerque zdecydował się na przyjęcie swojego symbolu: korsarza. Pierwsze logo przedstawiało głowę pirata. W 2006 roku klub zwrócił się do północnej firmy Onix Création o znalezienie bardziej spersonalizowanego logotypu, przedstawiającego postać w całości. Kibic wymyślił nazwę nowego herbu podczas konkursu organizowanego przez klub. Maskotka BCM została nazwana „Texel”, po najsłynniejszej bitwie Jeana Barta, szeregowca urodzonego w Dunkierce. Jednak w 2008 roku klub ponownie zmienił swoje logo, wracając do bardziej typowego stylu dla logotypów francuskich klubów. Dominującym kolorem jest pomarańczowy, ale pirat jest nadal obecny.

## Producenci sprzętu
| Okres             | Dostawca sprzętu |
| ----------------- | ---------------- |
| 06/2010 – 06/2018 | Tarmak           |
| 06/2018 – 06/2019 | BIG Sports       |
| 06/2019 –         | Kappa            |

## Osobistości klubu

### Trenerzy
- 1986 – 1989:  Christian Devos
- 1989 – 1995:  Jean Galle
- 1991 – 1994:  Abdou N’Diaye
- 1996 – 2000:  Jean-Denys Choulet
- 2000 – 2004:  Jean-Luc Monschau
- 2004 – 2006:  Fabrice Courcier
- 2006 – 2008:  Frédéric Sarre
- 2008 – 2017:  Christian Monschau
- 2017 – 2019:  Julien Mahé
- 2019 – 2020:  Éric Bartecheky
- 2020 – 2021:  Serge Crèvecoeur[18]
- 2021 – 2022:   JD Jackson[19]
- 2022 – 2023 :  Laurent Legname[20]
- 2023 – :  Jean-Christophe Prat(inne języki)

### Skład (2022-2023)
| Numer zawodnika | Pozycja           | Narodowość               | Imię i nazwisko    | Data urodzenia                 | Uniwersytet            |
| --------------- | ----------------- | ------------------------ | ------------------ | ------------------------------ | ---------------------- |
| 3               | rozgrywający      | Francja                  | Matthieu Gauzin    | 27 lutego 2001 r. (22 lata)    | Le Mans Sarthe Basket  |
| 8               | rzucający obrońca | Stany Zjednoczone        | D.J. Seeley        | 28 listopada 1989 r. (33 lata) | KK Budućnost Podgorica |
| 1               | rzucający obrońca | Francja                  | Fabien Damase      | 25 stycznia 2002 r. (20 lat)   | BCM Gravelines         |
| 11              | skrzydłowy        | Węgry                    | Szilárd Benke      | 23 maja 1995 r. (27 lat)       | Falco KC Szombathely   |
| 20              | skrzydłowy        | Francja                  | Romuald Morency    | 26 lipca 1995 r. (27 lat)      | BCM Gravelines         |
| 21              | niski skrzydłowy  | Stany Zjednoczone        | Vincent Edwards    | 5 kwietnia 1996 r. (26 lat)    | Iowa Wolves            |
| 12              | niski skrzydłowy  | Wybrzeże Kości Słoniowej | Vafessa Fofana     | 12 czerwca 1992 r. (30 lat)    | BCM Gravelines         |
| 25              | środkowy          | Stany Zjednoczone        | JaJuan Johnson     | 8 lutego 1989 r. (33 lata)     | Türk Telekomspor       |
| 13              | środkowy          | Polska                   | Dominik Olejniczak | 1 lipca 1996 r. (26 lat)       | BCM Gravelines         |

TrenerLaurent Legname
Asystent treneraSébastian Devos

### Juniorzy
| P.                                  | #  | Narodowość | Imię i nazwisko   | Wzrost | Wiek                         |
| ----------------------------------- | -- | ---------- | ----------------- | ------ | ---------------------------- |
| rzucający obrońca/ niski skrzydłowy | 1  | Francja    | Fabien Damase     | 1,99   | 25 stycznia 2002 (20 lat)    |
| silny skrzydłowy                    | 6  | Francja    | Zati Loubaki      | 1,97   | 2 grudnia 2004 (18 lat)      |
| rzucający obrońca/ rozgrywający     | 10 | Francja    | Maxime Sconard    | 1,92   | 10 lipca 2003 (19 lat)       |
| silny skrzydłowy/ niski skrzydłowy  | 13 | Francja    | Craig Adzeh       | 2,05   | 26 maja 2003 (19 lat)        |
| środkowy                            | 15 | Senegal    | Ousmane Gueye     | 2,06   | 23 marca 2001 (21 lat)       |
| środkowy                            | 14 | Francja    | Jared Ambrose     | 2,03   | 22 stycznia 2002 (20 lat)    |
| niski skrzydłowy/ rzucający obrońca | 9  | Francja    | Krisley Castard   | 1,97   | 14 czerwca 2002 (20 lat)     |
| niski skrzydłowy                    | 7  | Francja    | Hugo Boumpoutou   | 1,96   | 27 lutego 2004 (18 lat)      |
| rozgrywający                        | 5  | Francja    | Simon Lheureux    | 1,85   | 5 października 2002 (20 lat) |
| niski skrzydłowy/ silny skrzydłowy  | 15 | Francja    | Roman Domon       | 2,03   | 6 października 2005 (17 lat) |
| rozgrywający                        | 11 | Francja    | Adrien Tyberghien | 1,83   | 3 sierpnia 2005 (17 lat)     |
| silny skrzydłowy/ środkowy          | 5  | Belgia     | Ayuba Bryant, Jr. | 2,03   | 2 lutego 2005 (17 lat)       |
| rzucający obrońca/ niski skrzydłowy | 4  | Belgia     | Younes Boukichou  | 1,94   | 22 lutego 2004 (18 lat)      |
| rzucający obrońca/ rozgrywający     | 8  | Francja    | Thomas Kimmenauer | 1,90   | 15 maja 2002 (20 lat)        |
| niski skrzydłowy/ silny skrzydłowy  |    | Francja    | Axel Villain      | 1,93   |                              |
| środkowy                            | 12 | Francja    | Florian Louart    | 2,12   | 6 stycznia 2003 (19 lat)     |
| rozgrywający                        | 8  | Francja    | Evan Boisdur      | 1,82   | 1 stycznia 2005 (17 lat)     |

Trener Bertrand Van Butsele
Legenda
- P.: Pozycja
- #: Numer koszulki

### Wyróżniający się gracze

#### Obecni w „Sali Sław” BCM

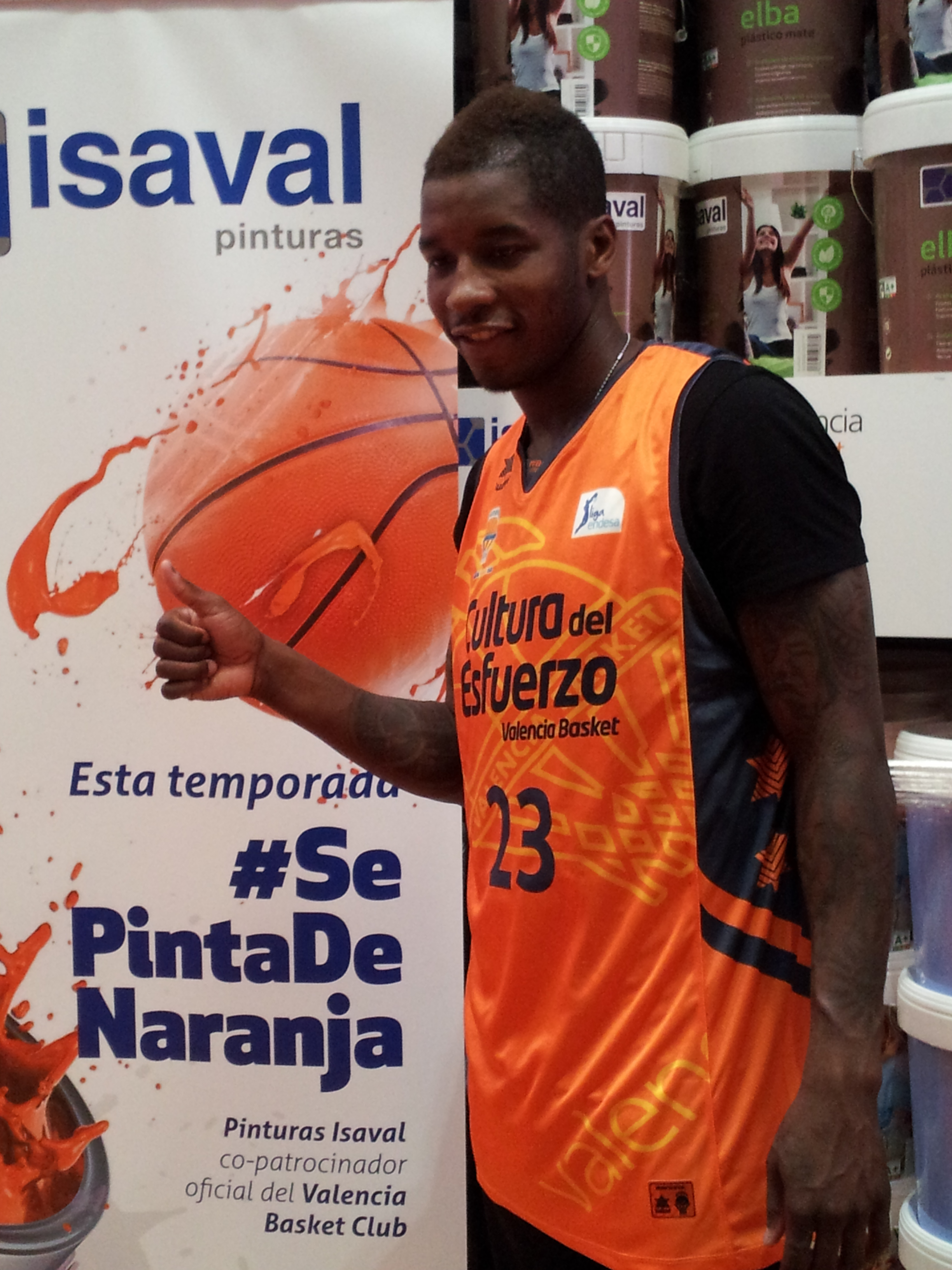
Dwight Buycks

|  | Larry Lawrence: Pod naciskiem Lawrence’a, który przybył do klubu w 1985 roku, BCM dotarł do Nationale N1B (obecnej Pro B), a następnie w maju 1988 roku do Nationale 1A (Pro A). Zawodnik, który opuścił klub w 1988 roku ze średnią 25,8 punktów i 9,8 zbiórek, wrócił do niego trzy lata później i w 1992 roku doprowadził klub do półfinału mistrzostw. |
|  | Xavier Wallez: Dziecko BCM, był częścią pokolenia z lat 1988–1990, które widziało jak klub awansował do Pro A i zadebiutował w Europie. Opuścił go w 1991 roku i powrócił do swojego regionu w 1996 roku, by ratować klub. Pięć lat później wrócił do Angers z rekordem liczby rozegranych meczów dla BCM: aż 180.                                         |

#### Inni
- Dainius Adomaitis
- Cyril Akpomedah
- Andrew Albicy
- Gary Alexander
- Yannick Bokolo
- Olivier Bourgain
- Bobby Dixon
- Dwight Buycks
- Hervé Dubuisson
- JK Edwards
- Rashaun Freeman
- Benoît Georget
- Laurent Sciarra
- Taylor Smith
- Jean-Gérard Hannequin
- Bill Jones
- Larry Lawrence
- Forrest McKenzie
- Cedric Miller
- George Montgomery
- Pape Sy
- Justin Cobbs
- Rickey Paulding
- Derrick Pope
- J. R. Reynolds
- Jason Rowe
- Marcus Slaughter
- Briante Weber
- Danny Strong
- Jean- Aimé Toupane
- Frederic Forte
- Julius Johnson
- Georges Vestris
- Xavier Wallez
- K’Zell Wesson
- Tyson Wheeler
- Sam Williams
- Ben Woodside

## Infrastruktura

### Sportica[23]
BCM gra na hali Sportica, kompleksie mieszczącym 3,043 miejsc siedzących. „Chaudron” (pl. "kocioł", przydomek tego obiektu) jest stosunkowo niewielki, biorąc pod uwagę średnią frekwencję na tym obiekcie (87% zapełnienia w sezonie 2007/08), ale w najbliższych latach ma być powiększony. W poprzednich sezonach sprzedawano kilkaset miejsc „stojących”, dzięki czemu pojemność stadionu wynosiła 3500 osób, a frekwencja przekraczała 100% (107% w latach 2001–2002, 105% w latach 2004–2005).

### Arena
BCM Gravelines Dunkerque, podobnie jak Dunkerque Handball Grand Littoral, od sezonu 2015-2016 powinny zajmować arenę Dunkerquoise, położoną na terenie Noort Gracht w Petite-Synthe, na pograniczu autostrady A16. Ta nowa arena miała planowaną pojemność 10 000 miejsc. Całkowity koszt projektu, gdyby został zrealizowany, opiewałby na kwotę 112 mln euro. Ostatecznie projekt został zaniechany w 2014 r. i kosztował lokalne władze 30 mln euro za przeprowadzone badania (gleby, ryzyka związanego z ochroną środowiska, infrastruktury transportowej itp.), rekompensaty za opóźnienia oraz 13 mln euro kary pieniężnej dla koncesjonariusza.